# Langhe Favorita Vigna
Le Langhe Favorita Vigna est un vin blanc italien de la région Piémont doté d'une appellation DOC depuis le 22 novembre 1994. Seuls ont droit à la DOC les vins blancs récoltés à l'intérieur de l'aire de production définie par le décret. Celle-ci se situe entièrement dans la province de Coni.
Voir aussi l'article Langhe Favorita.

## Caractéristiques organoleptiques
- couleur : jaune paille
- odeur : caractéristique, délicat
- saveur : sèche, avec un gout légèrement amer (amarognolo)

Le Langhe Favorita Vigna se déguste à une température de 8 – 10 °C et il se gardera 2 – 3 ans.

## Production
Province, saison, volume en hectolitres :
- pas de données disponible